# タウヌスシュタイン
タウヌスシュタイン (ドイツ語: Taunusstein, ドイツ語発音: [ˈta‿unʊsʃta‿in] ( 音声ファイル)) は、ドイツ連邦共和国ヘッセン州南部ダルムシュタット行政管区のラインガウ＝タウヌス郡に属す市である。人口約3万人のこの街は、同郡で最も大きな都市である。この街は州都ヴィースバーデンの北西約 9 km に位置している。行政機関はハーン地区にある。

## 地理

### 隣接する市町村
| ホーエンシュタイン       | ヒュンシュテッテン | イトシュタイン     |
| バート・シュヴァルバッハ |                    | ニーデルンハウゼン |
| シュランゲンバート       | ヴィースバーデン   |                    |

### 市の構成
タウヌスシュタイン市は以下の10市区で構成されている。
| 市区                                  | 人口 2021年4月現在 |
| ------------------------------------- | ------------------ |
| ブラインデンシュタット (Bleidenstadt) | 8,049              |
| ハーン (Hahn)                         | 7,255              |
| ヴェーエン (Wehen)                    | 7,231              |
| ノイホーフ (Neuhof)                   | 3,518              |
| ザイツェンハーン (Seitzenhahn)        | 1,337              |
| オルレン (Orlen)                      | 1,184              |
| ヴィングスバッハ (Wingsbach)          | 743                |
| ニーダーリブバッハ (Niederlibbach)    | 519                |
| ハムバッハ (Hambach)                  | 391                |
| ヴァッツハーン (Watzhahn)             | 291                |
| 合計                                  | 30,518             |

## 歴史

### 自治体の形成
タウヌスシュタイン市は、ヘッセン州の地域再編に伴い、1971年10月1日にそれまで独立した町村であったブライデンシュタット、ハーン、ノイホーフ、ザイツェンハーン、ヴァッツハーン、ヴェーエンが自由意思に基づき合併して成立した。この合併によりタウヌスシュタインは都市権を得た。1972年7月1日にハムバッハ、ニーダーリブバッハ、オルレン、ヴィングスバッハが自由意思に基づきタウヌスシュタイン市に合流した。タウヌスシュタインに合併後、いずれの旧町村もオルツバイラート（地区委員会）とオルツフォアシュテーアー（地区代表）を有するオルツベツィルク（地区）を形成している。1991年、長年タウヌスシュタイン市町を務めた人物にちなんで名付けられたドクトル＝ペーター＝ニコラウス広場がハーン地区に完成した。この広場はコミュニティーセンター「タウヌス」、カトリックの聖ヨハネス・ネポムク教会センター、新市庁舎に囲まれており、これらの公的機能の集積によって新たな都市中心を形成している。コミュニティーセンター「タウヌス」は1989年に、教会センターは1991年に開館した。両者はともにハンブルクの建築家ベルンハルト・ヒルヒェによって、新たな都市中心を形成する都市建設上のコンセプトにしたがって設計されている。これに対して、ホーエンシュタインの建築家アルミン・ビーラークが設計した市庁舎は1998年に完成した。

## 住民

### 人口統計
Zensus 2011 によれば、調査時点の2011年5月9日のタウヌスシュタインの人口は 28,365人であった。このうち2,076人 (7.3 %) が外国人であった。681人がEU圏内、913人がEU以外のヨーロッパ圏、479人がその他の国の者であった。移民をルーツに持つドイツ人は、全住民の 13.1 % であった。戸数は12,775戸であった。1人暮らしが4,219戸、子供のいないペアが4,014戸、子供のいるペアが3,515戸、多世代住居が813戸、共同生活住居が223戸であった。10,700人 (37.8 %) が福音主義教会に、6,560人 (23.1 %) がカトリック教会に属していた。

### 人口推移

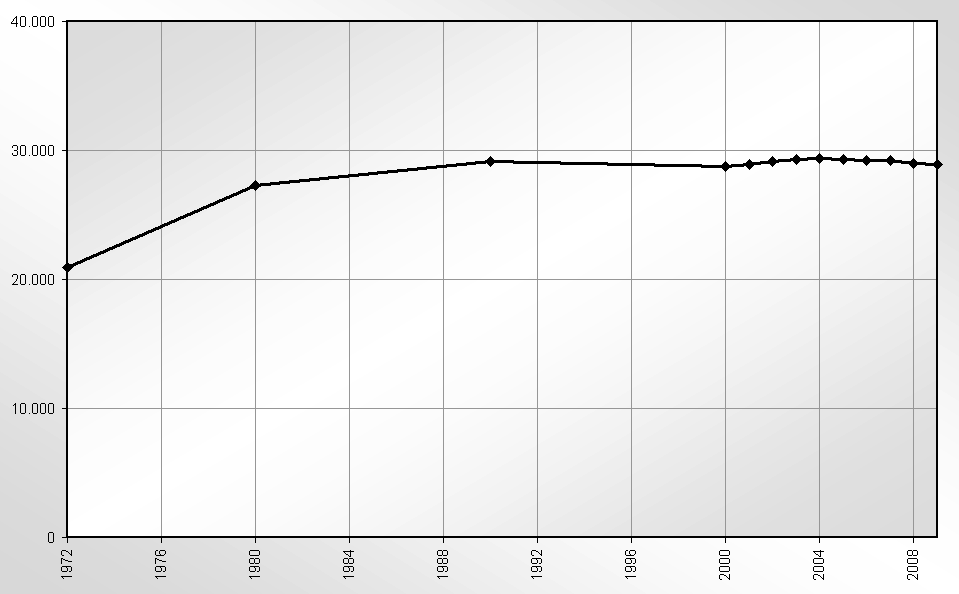
1972年から2009年のタウヌスシュタインの人口推移

### 宗教
- 福音主義教会およびカトリック教会がほぼ全ての市区に存在する。
- フォースクエア・ドイツ（自由教会）
- バハイ教会、ハーン
- 新使徒教会（ドイツ語版、英語版）、ノイホーフ
- エホバの証人の王国ホール、ノイホーフ
- Ditib-Kadir-モスク、ハーン

## 行政

### 議会
市議会は、都市の最高機関である。議員は5年ごとに投票権を有する住民の投票により選出される。有権者は18歳以上で、ドイツ基本法が定めるドイツ国民またはEU参加国の国籍を有する者で、かつ、少なくとも3か月以上この街に居住する必要がある。
タウヌスシュタインの市議会は、45議席からなる。

### 紋章
図柄: 青地に赤い爪と舌で威嚇する金の獅子。その前脚に銀地で端から端まで貫く赤い十字の楯を掲げている。
この紋章は、金の獅子によって、数世紀に及ぶナッサウ伯および侯の統治を想起させ、同時にナッサウのアムト所在地ヴェーエンや自治体ハーンおよびザイツェンハーンの紋章の伝統（いずれも金の獅子やその頭部を紋章とした）を受け継ぐものである。十字架は、ブライデンシュタット修道院の守護聖人である聖フェルティウスのアトリビュートである。この修道院は早くも8世紀に創建されており、何世紀にもわたってアール川上流地域のキリスト教および文化に大きな貢献を果たした。かつての自治体ブライデンシュタットはこの十字を紋章に採用していた。

### 姉妹都市

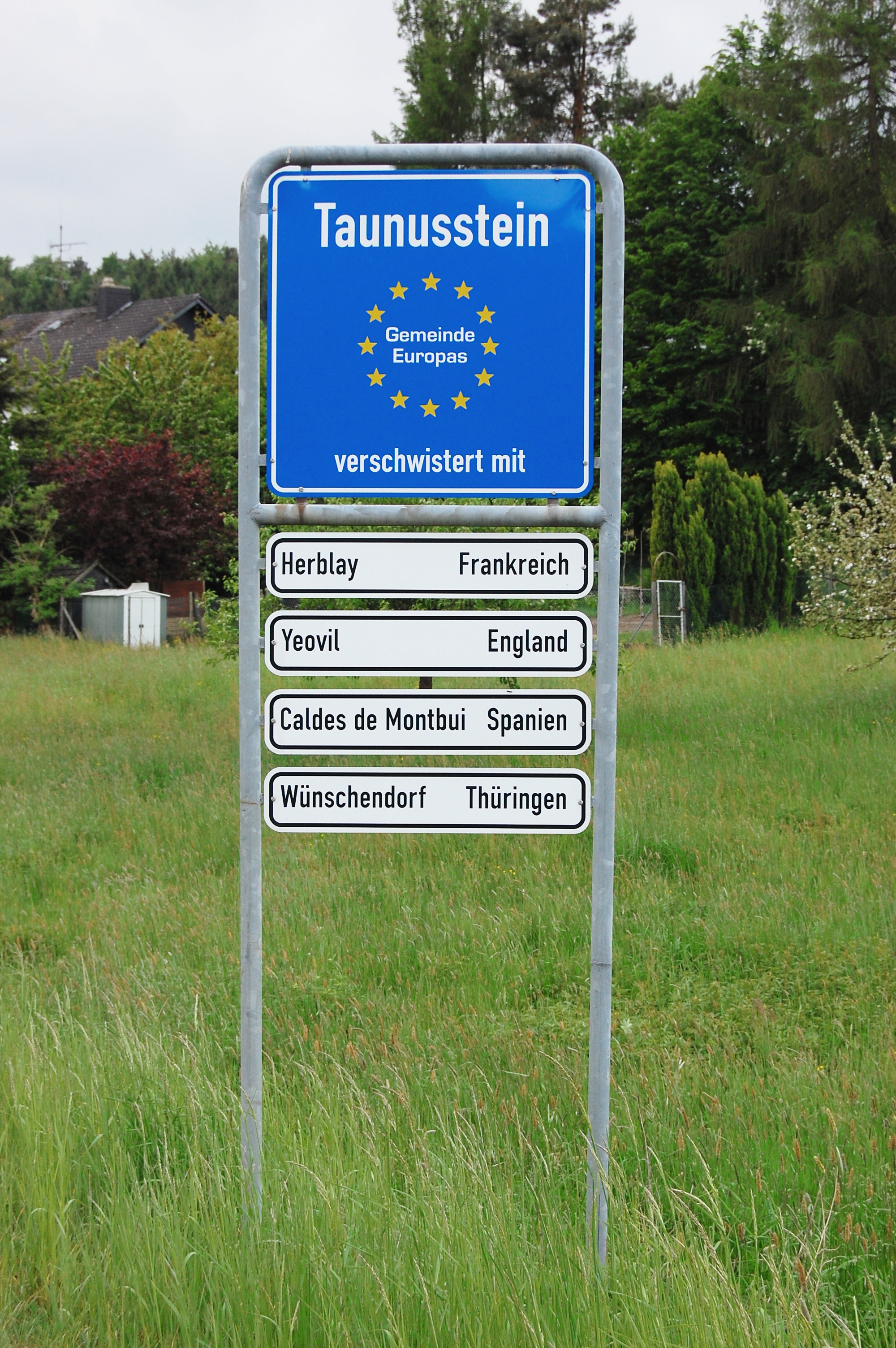
タウヌスシュタインの姉妹都市を示す標識。（2008年の写真なのでトーロは表示されていない。）

タウヌスシュタインは以下の都市と姉妹都市関係にある。
- エルブレ＝シュル＝セーヌ（フランス、ヴァル＝ドワーズ県）1973年
- ヨウヴィル（英語版）（イギリス、サマセット）1987年
- カルデス・デ・モンブイ（スペイン語版、英語版）（スペイン、カタルーニャ州）1989年
- ヴュンシェンドルフ/エルスター（ドイツ語版、英語版）（ドイツ、テューリンゲン州）1991年
- トーロ（イタリア、モリーゼ州）2016年

## 経済と社会資本

### 交通

#### 鉄道
ハーン＝ヴェーエン駅とブライデンシュタット駅は、2008年から営業を停止しているアールタール鉄道の駅である。廃案となったシュタットバーン・ヴィースバーデン計画および現行のシティーバーン・ヴィースバーデン計画では、州都への近郊鉄道が予定されている。

#### 乗り合いバス
タウヌスシュタインのバス交通は、その大部分をラインガウ＝タウヌス交通共同体が計画/運営している。ライン＝マイン交通連盟も数本のバス路線を運営している。
タウヌスシュタインには、総合時刻表の乗り換え地点が2つある。ハーン・バスステーションとノイホーフ・ミッテがそれである。この両バス停は、ヴィースバーデン中央駅まで約25分の場所にある。
この他、ハーン・バスステーションからは、ホーエンシュタインおよびアールベルゲン方面、バート・シュヴァルバッハ方面、タウヌスシュタインのザウツェンハーン市区やヴァッツハーン市区行きが運行している。ノイホーフ・ミッテからは、イトシュタイン方面、ニーデルンハウゼン方面、オルレン方面およびリムブルク・アン・デア・ラーン行きの高速バスが運行している。この2つの乗り換え地点の間には多くのバス路線があり、約 20 分で行き来することができる。

#### 道路交通
連邦道 B275号線が町域を横切っている。ヴィースバーデンへは、ノイホーフ/ヴェーエンからプラッテ経由でB417号線が、ハーンからはアイゼルネ・ハント経由でB54号線が結んでいる。最寄りのアウトバーンのインターチェンジは、ハーン市区から約 12 km 離れたA3号線のイトシュタイン/インターチェンジである。
タウヌスシュタインは、自動車を持たない人々（たとえば老人や若者）の交通利便性を改善するために、公共旅客交通を補足するものとしてミットファールバンクを設けている。これによって、たとえば、ヴァッツハーンとブライデンシュタットの行き来が無料で行える。

#### 航空
最寄りの国際空港は、約 40 km 離れたフランクフルト空港である。最寄りの交通飛行場としては 26 km 離れたマインツ＝フィンテン飛行場がある。

### 地元企業
- ブリタ GmbH（浄水器）ノイホーフ
- ファインコスト・ディットマン（食料品店）ノイホーフ
- インスティテュート・フレゼニウス（検査分析）ノイホーフ
- シエンタ・オミクロン（ナノテクノロジー）ノイホーフ
- ヘサップ（工作機械）ハーン

### 教育
- レーゲンボーゲンシューレ - ブライデンシュタットの基礎課程学校
- ジルバーバッハシューレ - ヴェーエンの基礎課程学校
- ゾネンシューレ - ノイホーフの基礎課程学校
- 統合型総合学校「オーベーレ・アール」 - ハーン学校センター
- ギムナジウム・タウヌスシュタイン - ブライデンシュタット
- ウンタータウヌス職業学校 - ハーン学校センター
- オーバーマイヤー・オイローパ＝シューレ・タウヌスシュタイン（バイリンガル基礎課程学校、バイリンガル実科学校、バイリンガルギムナジウム）ノイホーフ

### レジャー施設およびスポーツ施設
- ハーンのシュターディオン・アム・ハルベルク、かつては SVヴェーエン第1チームのホームスタジアムであった。
- ハーンの屋外プール
- ヴェーエンのジルバーバッハハレ
- ノイホーフのアールタールハレ
- 各市区の公民館
- ブライデンシュタット、ハーン、ノイホール、オルレン、ザイツェンハーン、ヴェーエンのスポーツ広場（いずれも人工芝のグラウンドである）
- ブランデンシュタットのスポーツ青年センター
- ブライデンシュタットのサッカーハレ
- オルレンとノイホーフのブール場
- ほぼ各市区にあるボルツ場（小さなサッカーグランド）

## 文化と見所

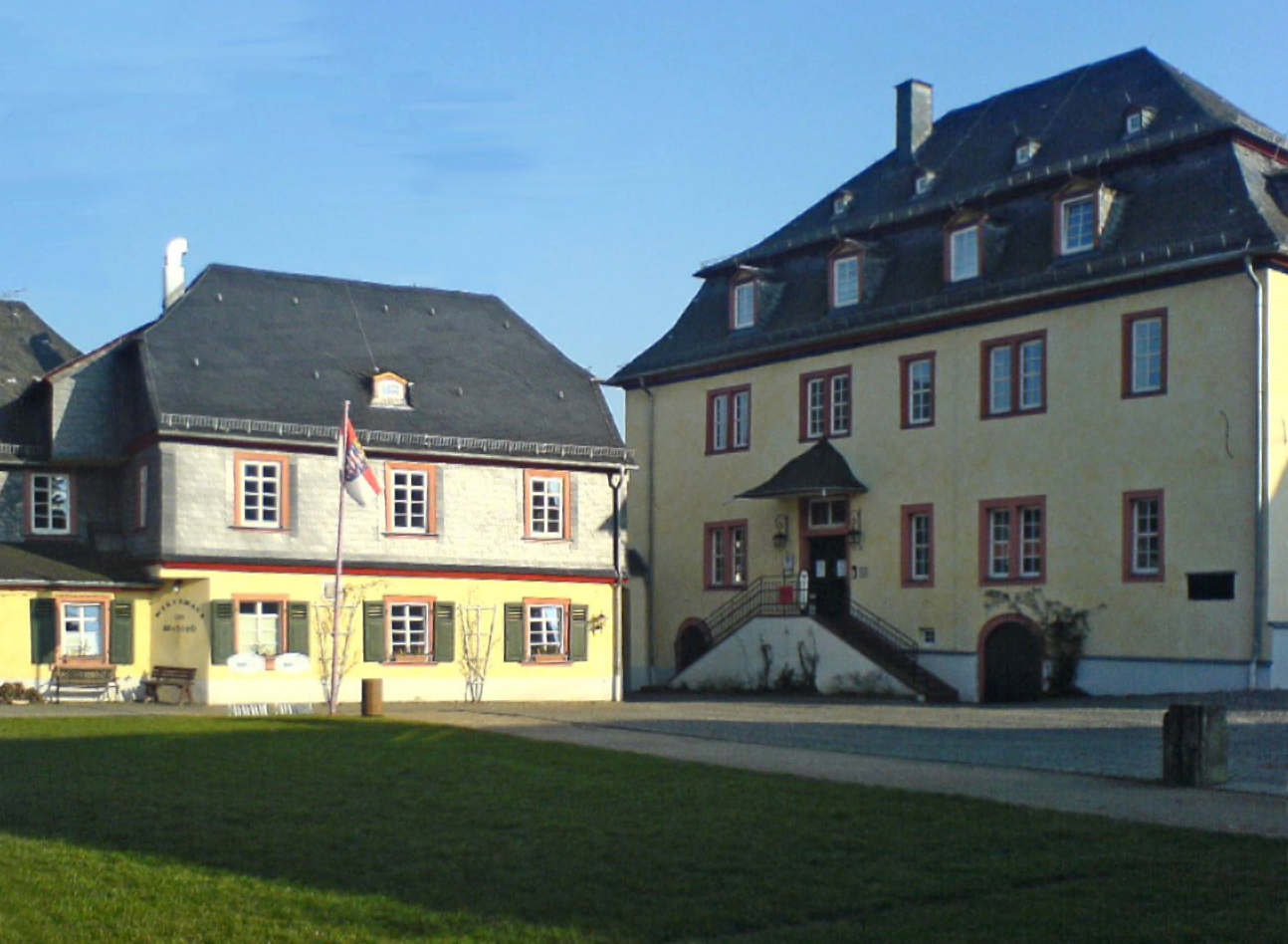
ヴェーエナー城

### 博物館
1995年にヴェーエナー城にタウヌスシュタイン市の博物館が設けられた。これ以後重点テーマとして、第二次世界大戦の戦前、戦中、戦後といった近代地域史に関わる常設展示がなされている。このため、この博物館では20世紀前半の日常文化の展示が主である。これと同じくらい重要な第2の柱が「城の芸術」シリーズである。これはこの地域内外の現代芸術にタウヌスシュタインのフォーラムを提供するものである。

### 建築

#### ヴェーエナー城
この城館は主に、未亡人の館および狩りの館として用いられた。ここには現在タウヌスシュタイン博物館が入居している。

#### ヴェーエン福音主義教会

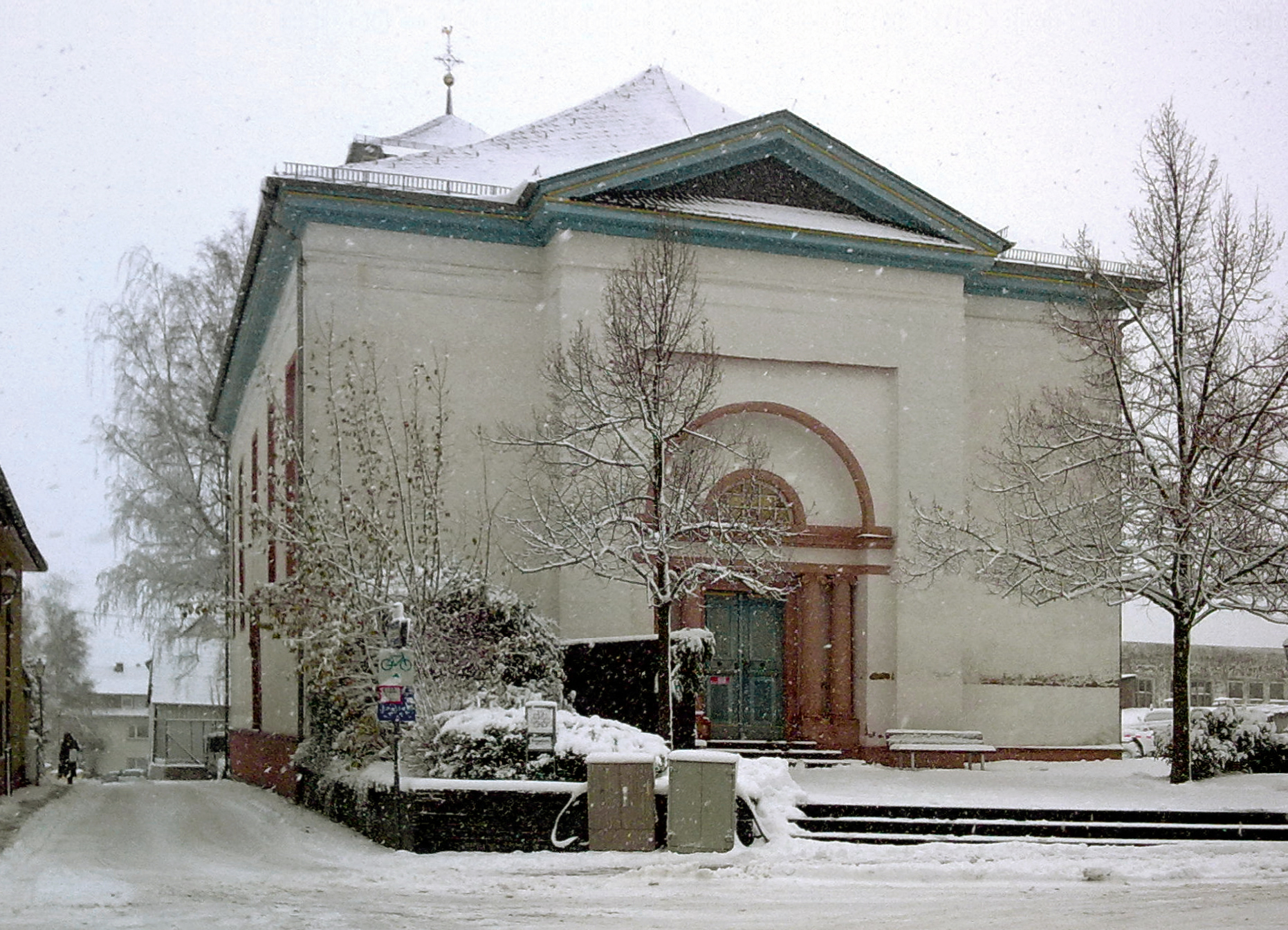
ヴェーエン福音主義教会

保護文化財に指定されているヴェーエン福音主義教会は、古い都市防衛施設（市壁、楼門）の石材を転用して、かつて領主の狩りの館があった場所に、ナッサウ公の建築監督官ヴィースバーデンのカール・フローリアン・ゲッツの設計に基づき、1810年から1812年に建設された。ヴェーエン福音主義教会の歴史的なフォイクト＝オルガンは、ヴィースバーデンのオルガン製作者ハインリヒ・フォイクトの現存する数少ない作品の一つである。このオルガンは1999年10月に修復がなされ、オリジナルの状態に戻された。

#### 旧ヴェーエナー・シューレ
旧ヴェーエナー・シューレ（校舎）は、1900年頃、泡沫会社乱立時代からユーゲントシュティールへの過渡期の建築である。

#### 旧ブライデンシュタット修道院および修道院教会
修道院教会は現在、カトリックの聖フェルティウス教区の教区教会となっている。教会の入口上に、1718年に創られた守護聖人聖フェルティウスの像がある、教会内には、内陣に組み込まれたゴシック盛期の砂岩製の聖櫃、1696年製の洗礼盤、バロック後期の聖母像、バロック時代に改造されたと思われるオルガンがある。塔内には、1309年製と1411年製の2つの鐘が設置されている。

#### ブライデンシュタットの福音主義聖ペーター・アウフ・デム・ベルク教会

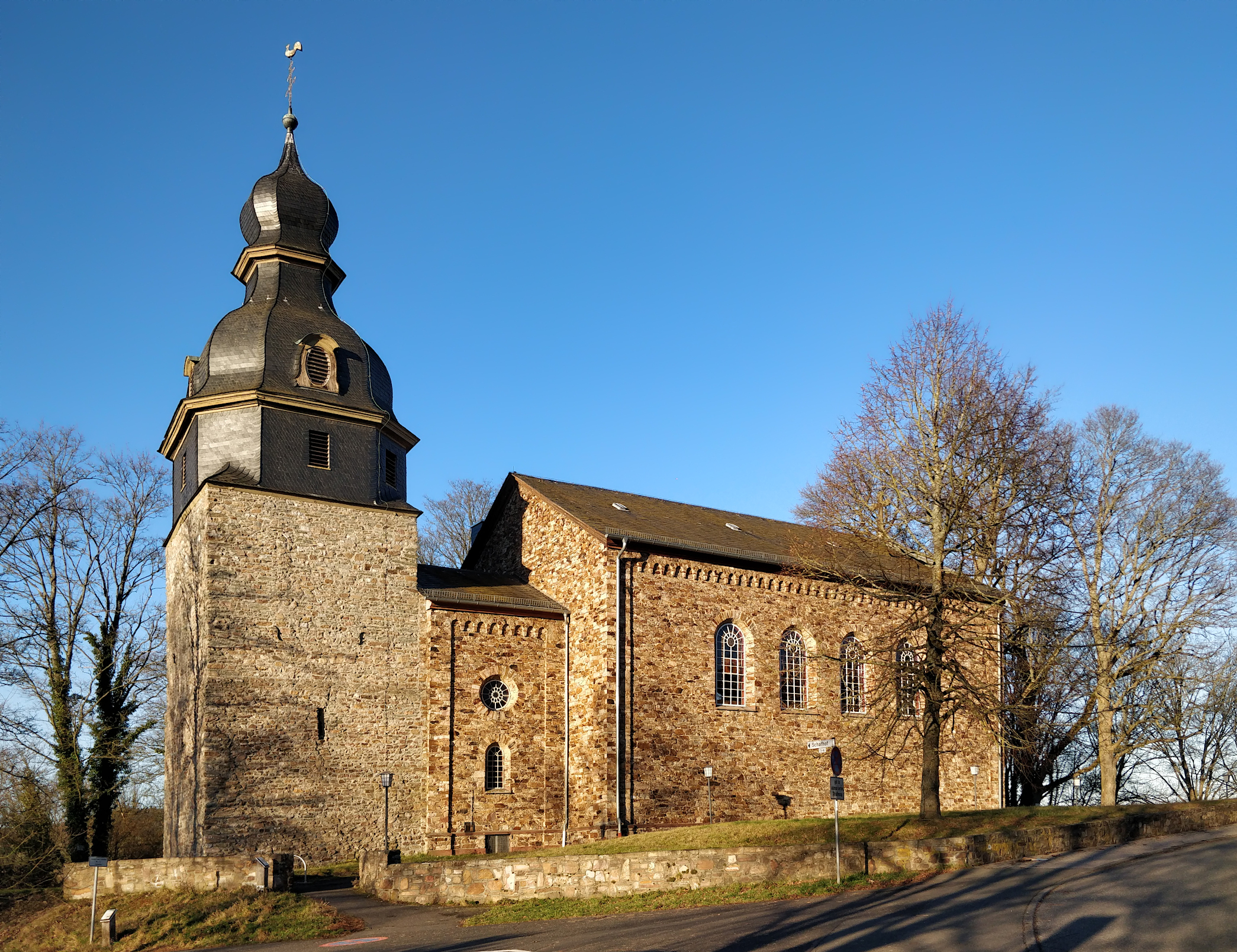
聖ペータ・アウフ・デム・ベルク教会

かつてのカトリック教区教会。1530年以後新たなプロテスタント組織が教会として譲り受けた。この地区で最も古い石造記念碑である、1363年に亡くなった司祭ヨハネス・フォン・シュパンゲンベルクの墓碑がこの教会にある。塔は、下部がロマネスク様式のオリジナルである。砂岩のオーナメントを持つ装飾豊かなバラ窓が東の入口の上にある。

#### オルレンのカストラ・ツークマンテル
2005年からUNESCO世界遺産に登録されているオーバーゲルマニッシュ・リメースのタウヌス西部近くにローマ時代のカストラ・ツークマンテルがある。埋蔵文化財を知覚できる地表の遺跡は、ヘッセン州ラインガウ＝タウヌス郡のタウヌスシュタイン＝オルレンの森の中にある。

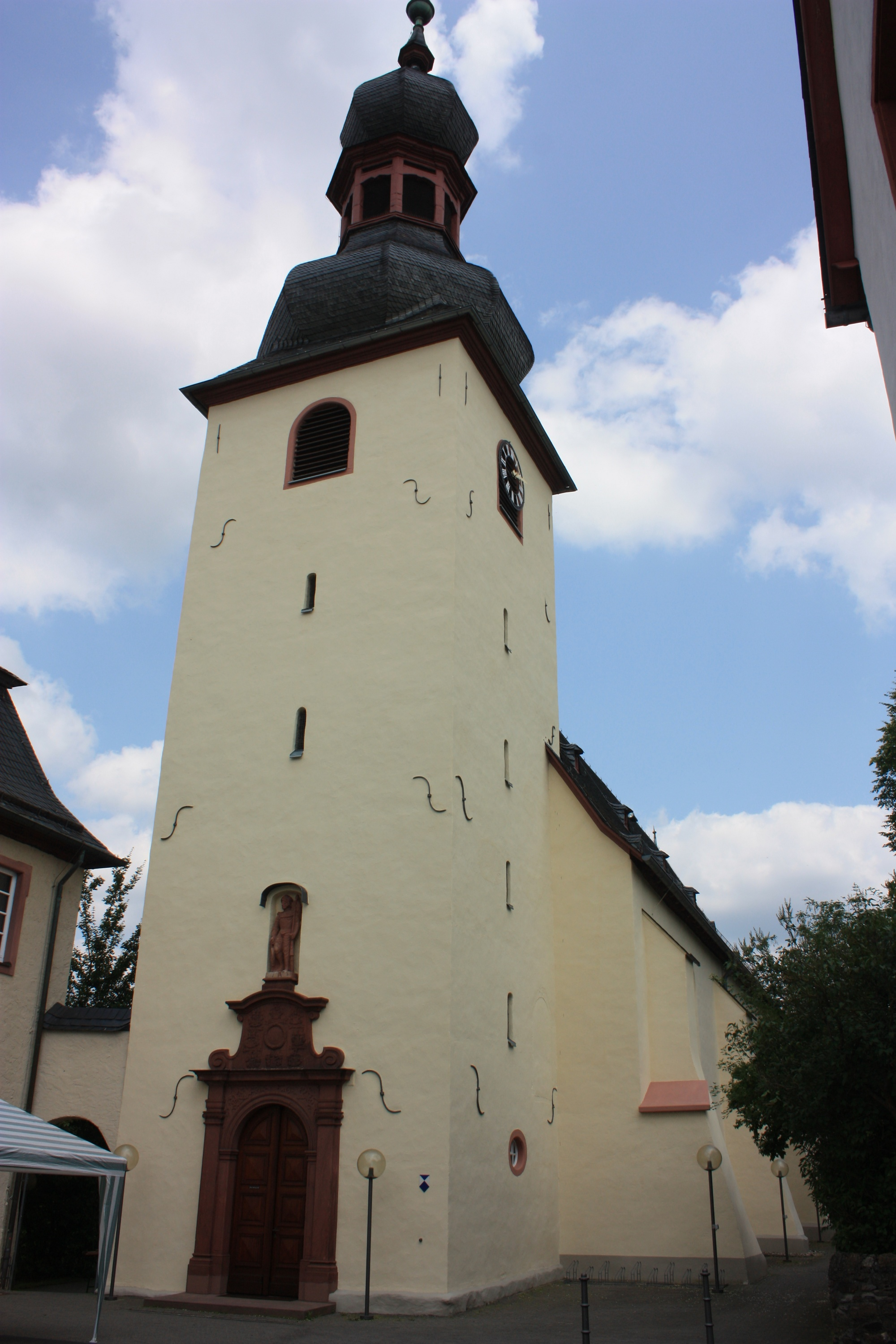
ブライデンシュタット修道院教会
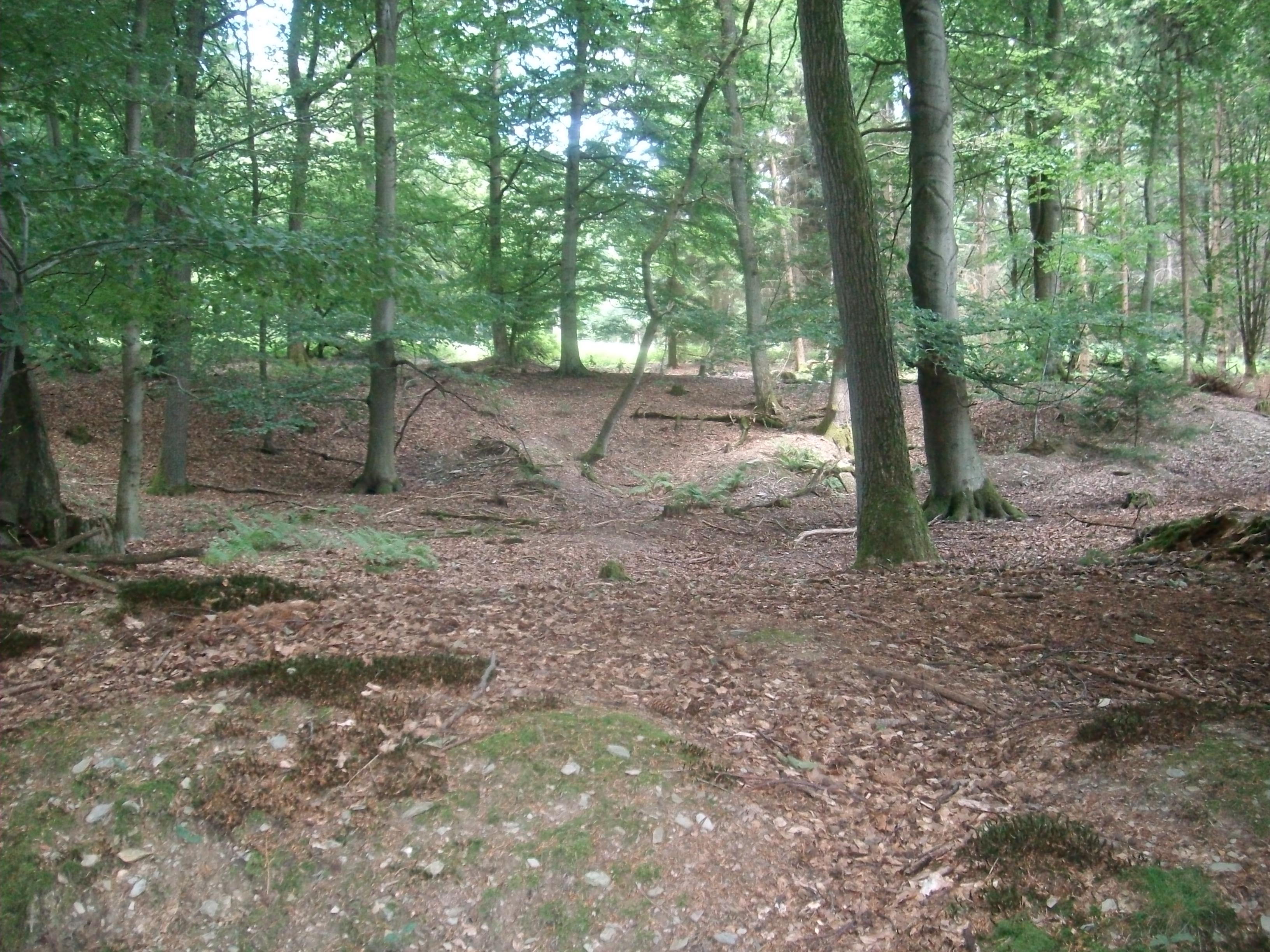
カストラ・ツークマンテル跡

### ヴェーエンのユダヤ人墓地
ヴェーエンのハルベルク・ユダヤ人墓地は、おおむね集落自体と同じくらいに古い。
1329年にナッサウ＝ヴァイルブルク伯ゲルラハは、ユダヤ人の定住規則を定めた。当時の墓石は現存していない。現存する最も古い墓石は1694年のものである。この墓地では現在、57基の墓が確認されている。1749年まではヴィースバーデンのユダヤ人もヴェーエンの墓地に埋葬されていた。ユダヤ人は1726年にユダヤ人墓地の周りに壁を建設することを申請したが、ユダヤ人墓地をキリスト教徒の墓地よりも美しくすることは許されないという理由で禁止された。このためこれらはむき出しの簡素な墓として遺された。1933年以後も埋葬は行われていたが、墓石を建てることは禁じられた。

### 年中行事
タウヌスシュタインでは、年間合わせて6回の教会開基祭が開催される・ブライシュター・ケルプ、オルレナー・ケルプ、ハーナー・ケルプ、ヴェーアー・ケルプ、ヴィングスバッハー・ケルプ、ノイホーファー・ケルプがそれである。
これに加えて、オルレナー・マーケットとヴェーアー・マーケットがある。後者では、ヴェーエンの会社は従業員とともに朝のパーティーを行う伝統がある。さらにハーナー・ツェトルムスフェストもある。この他にクリスマスマーケットが4箇所で開かれる。タウヌスシュタインのクリスマスマーケット、アルテンシュタイン営林署前のハーンのクリスマスマーケット、ヴィングスバッハのクリスマスマーケット、2004年から開催されているオルレンのクリスマスマーケットで、その収益はチャリティーに寄付される。
2年に1度、偶数年にTIGA（タウヌス工業・産業展覧会）が開催される。

## 人物

### 出身者
- エミール・エルレンマイヤー（1825年 - 1909年）科学者。ヴェーエン生まれ。

## 関連図書
- タウヌスシュタイン - Hessischen Bibliographie
- タウヌスシュタインの著作およびタウヌスシュタインを主題とする文献 - ドイツ国立図書館の蔵書目録（ドイツ語）より。

### 訳注
1. ↑  ドイツ語: Mitfahrbank、道路沿いに設けられたベンチで、ここに座ることで、通りかかる自動車に対して無料で乗せて欲しいことを意思表示する。